# Endiandra dielsiana
Endiandra dielsiana är en lagerväxtart som beskrevs av Teschn.. Endiandra dielsiana ingår i släktet Endiandra och familjen lagerväxter. Inga underarter finns listade i Catalogue of Life.